# 布瓦塞特
布瓦塞特（法語：Boissettes，法語發音：[bwasɛt] ⓘ）是法国塞纳-马恩省的一个市镇，属于默伦区。

## 地理
布瓦塞特（48°31'13"N, 2°36'31"E）面积1.54 平方千米，位于法国法蘭西島大區塞纳-马恩省，该省份为法国北部内陆省份，北起瓦兹省，西接埃松省、马恩河谷省、塞纳-圣但尼省和瓦兹河谷省，南至卢瓦雷省，东南接约讷省，东临马恩省和奥布省，东北接埃纳省。
与布瓦塞特接壤的市镇（或旧市镇、城区）包括：布瓦西斯拉贝特朗、达马里莱利斯、塞纳河畔勒梅。

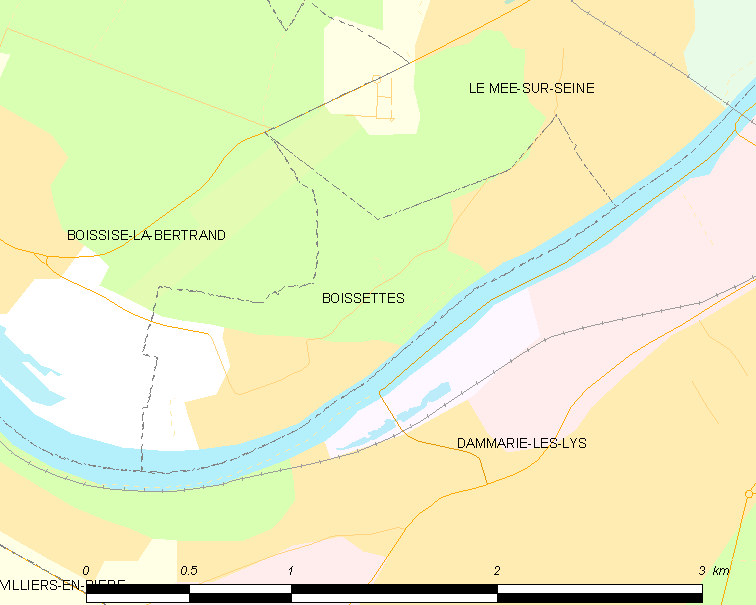
布瓦塞特的OSM定位图

布瓦塞特的时区为UTC+01:00、UTC+02:00（夏令时）。

## 行政
布瓦塞特的邮政编码为77350，INSEE市镇编码为77038。

## 政治
布瓦塞特所属的省级选区为萨维尼勒唐普勒县。

## 人口

1962-2008年间布瓦塞特人口变化图示

布瓦塞特于2022年1月1日时的人口数量为432人。